# Cynorhinella longinasus
Cynorhinella longinasus är en tvåvingeart som beskrevs av Shannon 1924. Cynorhinella longinasus ingår i släktet Cynorhinella och familjen blomflugor. Inga underarter finns listade i Catalogue of Life.